# Ås, Helsingfors
Ås (fi. Harju) är en stadsdel och en del av Åshöjdens distrikt i Helsingfors stad. Ås bildar en triangel mellan gatorna Helsingegatan, Aleksis Kivis gata och Sturegatan. 
Området byggdes som en tät arbetarstadsdel på 1920- och 1930-talen och många räknar att Ås hör till den klassiska arbetarstadsdelen Berghäll som ligger söder om Ås. Befolkningstätheten i området är i finländska förhållanden mycket hög, över 27 000 invånare per kvadratkilometer. Ås nuvarande ungdomsgård, byggd 1923, fungerade tidigare som bårhus, varifrån liken transporterades med tåg till Malms begravningsplats.